# Kylie Bisutti
Kylie Bisutti, pseudonimo di Kylie Ann Ludlow (Simi Valley, 31 marzo 1990), è una modella statunitense.

## Biografia
Kylie nasce a Simi Valley in California, ma cresce a Las Vegas, suo padre è un commerciante di poker professionista, e sua madre una governante. All'età di 15 anni si avvicina molto alla religione cattolica grazie ad un amico del liceo.
Per il suo 18º compleanno si trova in Messico con i suoi genitori dove incontra un collega del padre, Mike Bisutti, i due cominciano a frequentarsi per poi sposarsi a Cabo San Lucas nel 2009. La coppia ha quattro figli, Jase Michael, nato il 21 gennaio 2014, Lucas, nato nel luglio 2015, Seth, nato il 23 marzo 2017 e Juliyanna Grace, nata il 24 gennaio 2019.

## Carriera
Kylie sogna fin da piccola di fare la modella, ed ha vinto il suo primo casting all'età di otto anni. A 16 anni si trasferisce a New York per dedicarsi all'attività di modella a tempo pieno.
Nel 2009 dopo essersi presentata ad un concorso di Victoria's Secret che cercava modelle, arrivò tra le finaliste, per poi vincere il concorso consentendole di partecipare al Victoria's Secret Fashion Show dello stesso anno, sfilando in lingerie, e prese parte a un servizio fotografico di costumi da bagno. Successivamente rilascia un'intervista in cui dichiara di non voler più sfilare in intimo perché stava diventando sempre più difficile a causa della sua fede cristiana e di voler essere un esempio migliore per la gioventù.
Nel 2013 pubblica un libro dal titolo: Non sono un angelo: Da modella per Victoria's Secret a modello di vita in cui dichiara di aver rinunciato alla sua brillante carriera per amore del marito e della fede e di essersi sentita come "un pezzo di carne" lavorando per il noto marchio di intimo. Prima dell'uscita del libro Victoria's Secret rilascia una dichiarazione dicendo: «Non è mai stata un “angelo” di Victoria's Secret e, contrariamente alle affermazioni della signora Bisutti, non le è mai stato offerto alcun contratto da parte di Victoria's Secret, nonostante le sue molteplici richieste di collaborazione». Kylie continua a fare la modella indossando abiti che lei stessa definisce "più modesti".